# Thiaziddiuretika
Thiaziddiuretika sind eine Gruppe harntreibender Substanzen (Diuretika). Sie hemmen ein Transportprotein der frühdistalen Tubuluszellen, sodass diese weniger Kochsalz aus dem Primärharn zurückgewinnen. Der dadurch erhöhte osmotische Druck des Harns führt zur vermehrten Wasserausscheidung.

Chemische Struktur diverser Thiaziddiuretika

## Vertreter und chemischer Aufbau

Benzothiadiazin

Thiaziddiuretika sind als Weiterentwicklung der Carboanhydrasehemmer vom Typ des Acetazolamid zu sehen. Chemisch handelt es sich zum einen um Weiterentwicklungen des Sulfonamids Chlorthiazid, eines der ersten im Labor entwickelten Diuretika, und einer Reihe anderer Stoffe, die aber alle auf dem gleichen Wirkprinzip beruhen.
Zu den Thiaziddiuretika gehören zwei chemisch verschiedene Gruppen: zum einen all jene Substanzen, die einen Benzothiadiazin-Ring enthalten und als Thiazide bezeichnet werden, und zweitens jene ohne Benzothiadiazin-Ring, die als Thiazid-Analoga bezeichnet werden. Alle benötigen für ihre Wirkung ein Chlor-Atom bzw. eine CF3-Gruppe in unmittelbarer Nähe zur Sulfonamid-Gruppe. Diese Sulfonamid-Gruppe ist zwar verantwortlich für die Hemmung von Carboanhydrase (vgl. Carboanhydrasehemmer), die Wirkung der Thiaziddiuretika beruht jedoch nicht auf diesem Effekt.
Als Leitsubstanz gilt Hydrochlorothiazid (HCT, Markennamen Disalunil® oder Esidrix®), ein Benzothiadiazin-Derivat. Weitere Substanzen dieser Gruppe sind Benzthiazid, Chlorthiazid, Hydroflumethiazid, Methyclothiazid, Polythiazid und Trichlormethiazid. Bendroflumethiazid wird kaum eingesetzt. Zu den Thiazidanaloga gehören hingegen Chlortalidon (Hygroton®), Clopamid (Briserin®), Indapamid (Natrilix®), Mefrusid, Metolazon und Xipamid.

## Pharmakologie

### Wirkmechanismus

Transportvorgänge im distalen Konvolut des Nephrons

In der Niere werden Stoffwechselendprodukte aus dem Blut ausgefiltert und mit dem Urin ausgeschieden. Dabei werden zuerst täglich etwa 180 bis 200 Liter Primärharn produziert. Im darauffolgenden Tubulussystem wird diese Menge durch verschiedene Resorptionsprozesse vermindert, bis nur noch etwa 1 bis 1,5 Liter Endharn übrigbleiben. Weiterhin werden wichtige Stoffe wie Glucose, Aminosäuren und Elektrolyte resorbiert. Thiaziddiuretika wirken im proximalen Teil des distalen Tubulus im Nephron. Hier werden etwa sechs bis acht Prozent der ausgeschiedenen Natriumionen wieder aufgenommen. Diese Wiederaufnahme erfolgt mithilfe eines Transportproteins, dem Natrium-Chlorid-Symporter (Kotransporter). Er befindet sich auf der luminalen (dem Urin zugewandten) Seite der Tubuluszellen und transportiert mit jedem Natriumion ein Chloridion in die Tubuluszelle. Triebkraft ist der aktive Transport von Natrium aus der Zelle heraus ins Blut durch die basolaterale (dem Blut zugewandte) Natrium-Kalium-Pumpe, da dies ein Konzentrationsgefälle (Gradient) zwischen Tubuluszelle und dem Harn innerhalb des Tubulus aufbaut. Diese verminderte Natriumkonzentration innerhalb der Zelle dient auch als Treibkraft für den basolateralen 3 Na+/Ca2+-Antiportcarrier, der Natrium in die Zelle hinein und Calcium herauspumpt. Durch die geringere Calciumkonzentration in der Zelle können Calciumionen über den luminalen Calciumkanal TRPV5 passiv aus dem Urin aufgenommen werden. Chlorid- und Kaliumionen werden passiv durch Ionenkanäle ins Blut abgegeben.
Thiaziddiuretika wirken nun, indem sie reversibel diesen Natrium-Chlorid-Kotransport hemmen. Natrium und Chlorid können nicht rückresorbiert werden, weshalb sich zwischen Harn und Blut eine geringere osmotische Druckdifferenz aufbaut. Diese führt dazu, dass weniger Wasser vom Harn ins Blut diffundiert (die Zellen haben aufgrund von Wasserkanälen eine hohe Durchlässigkeit für Wasser). Die erhöhte Natriumkonzentration im Urin steigert kompensatorisch die Natriumresorption im Sammelrohr. Da die Natriumresorption dort im Austausch gegen Kalium geschieht, führen Thiaziddiuretika mittelbar zu einem Kaliumverlust. Aufgrund ihrer Sulfonamidgruppe hemmen Thiaziddiuretika in hoher Dosierung auch das Enzym Carboanhydrase.
Die Behandlung mit Thiaziddiuretika hat neben der erhöhten Natriumausscheidung auch eine verminderte Calciumausscheidung zur Folge. Da der Na+-Cl−-Symporter kein Natrium mehr in die Zelle transportiert, ist die Natriumkonzentration in der Zelle reduziert. Dies regt den 3 Na+/Ca2+-Antiportcarrier an, mehr Natrium in die Zelle und gleichzeitig mehr Calcium aus der Zelle herauszupumpen. Die niedrige Calciumkonzentration in der Zelle führt zu erhöhter Resorption von Calcium. Deshalb können sie in der Behandlung von Nierensteinen infolge von erhöhter Calciumkonzentration im Urin (Hypercalciurie) eingesetzt werden.
Bei Patienten mit Diabetes insipidus renalis reagieren die Nieren nicht ausreichend auf das Antidiuretische Hormon (ADH), weshalb große Mengen von stark verdünntem Urin ausgeschieden werden. Da unter Thiaziddiuretika ein konzentrierterer Urin produziert wird, können diese hier therapeutisch eingesetzt werden.

### Anwendungsgebiete
Die wichtigsten Indikationen für Thiaziddiuretika sind Bluthochdruck und chronische Herzschwäche. Außerdem werden sie in der Therapie von chronischen renalen, kardialen und hepatogenen Ödemen eingesetzt. Aufgrund der erhöhten Resorption von Calcium werden sie in der Behandlung von Nierensteinen, die bei erhöhter Calciumkonzentration im Harn auftreten, eingesetzt. Eine weitere Einsatzmöglichkeit ist die Behandlung von nephrogenem (von der Niere verursachtem) Diabetes insipidus. Bei Patienten, deren Vasopressinspiegel im Blut normal ist, aber deren Nieren nicht auf das Hormon reagieren, können Thiaziddiuretika helfen, die Urinbildung zu reduzieren und die Osmolarität zu erhöhen.
Eingeschränkt können sie auch zu Beginn einer Therapie der chronisch-venösen Insuffizienz für kurze Zeit zur Unterstützung einer Kompressionstherapie eingesetzt werden, um bestehende Ödeme zu vermindern. Zur ausschließlichen Behandlung ohne Kompression sind sie nicht geeignet.
Traditionell wird in den USA der Wirkstoff Chlortalidon als Mittel der ersten Wahl zur Behandlung des erhöhten Blutdrucks bevorzugt, in Deutschland dagegen Hydrochlorothiazid (HCT). Die blutdrucksenkende Wirkung ist in etwa gleich, wenn HCT in der doppelt so hohen Dosis verabreicht wird, 50 mg HCT entsprechen also 25 mg Chlortalidon. In wissenschaftlichen Studien ist Chlortalidon wesentlich häufiger untersucht worden als HCT, die Datenlage ist also robuster. Chlortalidon verursacht häufiger Allergien und Verluste des Minerals Kalium. HCT erhöht die Lichtempfindlichkeit der Haut und damit das Risiko für weißen Hautkrebs (Basaliom, Plattenepithelkarzinom). In der amerikanischen DCP-Studie wurde 2022 nachgewiesen, dass der Nutzen beider Substanzen gleichwertig ist im Hinblick auf die Senkung des Risikos für Herz-Kreislauferkrankungen wie Herzinfarkt und Schlaganfall.

### Gegenanzeigen
Thiaziddiuretika dürfen nicht bei eingeschränkter Nierenfunktion (glomeruläre Filtrationsrate < 30 ml/min, Serumkreatinin > 2,0 mg/dl) angewandt werden, da sich die Nierenleistung hierdurch weiter verschlechtert. Eine Ausnahme bildet hier das Thiazidanalogon Xipamid, welches, wie auch Schleifendiuretika, bei höhergradig eingeschränkter Nierenfunktion eingesetzt werden kann. Bei schwerer Leberfunktionsstörungen besteht die Gefahr der Azotämie mit Ansammlung von Ammoniak und Entwicklung einer hepatischen Enzephalopathie. Ebenso gilt Vorsicht bei bereits bestehender Hypovolämie, schwerem Kaliummangel, Natriummangel und Hyperkalzämie.

### Pharmakokinetik
Thiazide können oral (in Tablettenform) verabreicht werden und werden relativ rasch im Verdauungstrakt absorbiert. Chlorthiazid ist nicht sehr lipophil und kann deshalb, als einziger Vertreter, auch parenteral (als Infusion) verabreicht werden. Da es sich um organische Säuren handelt, werden sie in der Niere nicht im Nierenkörperchen filtriert, sondern im proximalen Tubulus aktiv ausgeschieden. Außerdem wird ein Teil über Galle und Stuhl ausgeschieden.

### Nebenwirkungen
Durch den erhöhten Verlust von Kalium- und Natriumionen kann es zu Hypokaliämie (Kaliummangel) und Hyponatriämie (Natriummangel) kommen. Ebenfalls werden Chlorid- und Magnesiumionen in erhöhter Anzahl ausgeschieden. Ersteres kann zu hypochlorämischer Alkalose führen. Deshalb ist eine regelmäßige Überprüfung der Elektrolytkonzentration im Serum notwendig.
Durch eine Hemmung der Calcium-Ausscheidung kann es zu einer Hyperkalzämie kommen, insbesondere bei älteren Frauen oder wenn ein latenter primärer Hyperparathyreoidismus besteht.
Verminderte Glukosetoleranz kann auftreten. Weiterhin beeinflussen Thiaziddiuretika den Fettstoffwechsel. Nach mehrwöchiger Anwendung können dosisabhängig Triglyzeride und LDL-Cholesterin erhöht sein, die aber nach Absetzen der Medikamente zum Normallevel zurückkehren.
Thiaziddiuretika werden im proximalen Tubulus vom Anionentransporter ausgeschieden. Dieser ist sonst unter anderem für die Ausscheidung von Harnsäure verantwortlich, wodurch es zur Ansammlung von Harnsäure im Blut kommen kann. Die Folge sind Hyperurikämie und in schweren Fällen Gicht. In seltenen Fällen kann eine Pankreatitis auftreten.
Da Thiaziddiuretika eine Sulfonamidgruppe enthalten, kann es bei Patienten mit Überempfindlichkeit gegen Sulfonamide zu allergischen Reaktionen kommen, die sich durch Hautausschlag, Eosinophilie und in seltenen Fällen interstitieller Nephritis auszeichnen.
Bereits seit mehr als 50 Jahren ist bekannt, dass Chlorthiazide die Photosensibilität der Haut erhöhen. Zwei Studien aus Dänemark, veröffentlicht 2017 und 2018, scheinen nun klar einen Zusammenhang zwischen Hydrochlorothiazid und weißem Hautkrebs zu zeigen. Der Effekt trat bei Patienten mit langjähriger Einnahme auf. Andere Chlorthiazide scheinen nicht betroffen.

### Wechselwirkungen
Da sie im proximalen Tubulus vom Anionentransporter ausgeschieden werden, beeinflussen sie die Wirkung einer ganzen Reihe anderer Medikamente, die ebenfalls auf diesem Weg ausgeschieden werden. Dazu gehören nichtsteroidale Antirheumatika (z. B. Acetylsalicylsäure oder Ibuprofen), Lithium, Digoxin, Dofetilid oder Fluconazol.

## Geschichte
Chlorthiazid wurde 1955 bei MSD Sharp & Dohme synthetisiert, und dafür 1975 mit dem Special Public Health Award der Lasker Foundation ausgezeichnet. 1957 erfolgte die Markteinführung, und obwohl es ursprünglich für die Behandlung von Ödemen vorgesehen war, wurde relativ schnell auch die Wirksamkeit gegen Bluthochdruck entdeckt.